# Pitsundet
Pitsundet is een zeestraat binnen de Zweedse gemeente Piteå. De zeestraat moet ervoor zorgen dat het rivierwater van de Pite älv en de Kleine Piterivier naar de Botnische Golf kan stromen. Het zorgt er tevens voor dat de binnenhaven van Piteå kan worden bereikt. De ongeveer één kilometer lange waterweg ligt tussen Pitsund en het voormalige eiland Pitholmen. Over de waterweg voert een brug en er is een camping gevestigd op de zuidkust.